# 分隔号
分隔号的形式是斜线（/），但不是反斜线（\）。用在要分隔的语句之间。它的另外一种形式为竖线（|）。

## 用法
1. 隔开诗行。把分行写的诗写成不分行时中间要用分隔号隔开。
  - 匆匆地走来/在细雨蒙蒙的日子/点绿湖边一行婀娜垂柳/清风揉揉/唤醒万物/黄的油菜/红的是杜鹃/还有那满山的缠绵/将你装扮[1]
2. 隔开列举的词或短语。
  - 勿迟到|勿早退|勿打架|勿骂人
3. 隔开标题。
  - 最近我在互联网上看到一则有趣的新闻，标题为“伦敦上演‘暗杀游戏’/用水枪街头厮杀”。
4. 隔开复合单位词。应读为“每”。
  - 真空中的光速是一个物理常数（符号是c），等于299,792,458米/秒。（299,792,458米每秒）
5. 隔开同属一组的两体。
  - 杭州列车段 K256/K257次开往北京。
6. 隔开供选择的两项。读作“或”。
  - 德谟克利特（希臘語： Δημόκριτος，公元前460年～公元前370年/356年）来自古希腊爱琴海北部海岸的自然派哲学家。德谟克立特是经验的自然科学家和第一个百科全书式的学者。

## 参看
- 《标点符号使用手册》（修订版） 苏培成 著

1. ↑  .   [2006-07-30]. （原始内容存档于2007-08-10）.